# Кинофестиваль в Авориазе 1985 года
XIII Международный фестиваль фантастического кино в Авориазе (фр. Le 13eme edition du Festival international du film fantastique d’Avoriaz) проходил во французских Альпах (Франция) в январе 1985 года.

## Жюри
- Роберт Де Ниро (Robert De Niro) — президент
- Валерио Адами (Valerio Adami)
- Ги Беар (Guy Beart)
- Франко Брузати (Franco Brusati)
- Николь Гарсия (Nicole Garcia)
- Бенуат Грульт (Benoîte Groult)
- Масаки Кобаяси (Masaki Kobayashi)
- Габриель Лазюр (Gabrielle Lazure)
- Клод Пиното (Claude Pinoteau)
- Майкл Рэдфорд (Michael Radford)
- Жак Росни (Jacques Rosny)
- Кристофер Уокен (Christopher Walken)
- Жорж Уилсон (Georges Wilson)
- Клод Зиди (Claude Zidi)

## Лауреаты
- Гран-при: «Терминатор» (Terminator, The), США, 1984, режиссёр Джеймс Кэмерон
- Специальный приз жюри:
  - «В компании волков» (Company of Wolves, The), Великобритания, 1984, режиссёр Нил Джордан
  - «Холодная комната» (Cold Room, The), США (для ТВ), 1984, режиссёр Джеймс Дирден
- Специальное упоминание исполнительницы женской роли:  Хезер Лэнгенкэмп (Heather Langenkamp) за исполнение роли в фильме «Кошмар на улице Вязов» (Nightmare on Elm Street)
- Приз критики: «Кошмар на улице Вязов» (Nightmare on Elm Street), США, 1984, режиссёр Уэс Крэйвен
- Золотая антенна: «Электрические грёзы» (Electric Dreams), США, Великобритания, 1984, режиссёр Стив Бэррон
- Приз зрительских симпатий: «Электрические грёзы» (Electric Dreams), США, Великобритания, 1984, режиссёр Стив Бэррон

## Номинанты
- «Каннибалы-гуманоиды из подземелий» (C.H.U.D), США, 1984, режиссёр Даглас Чик
- «Дети кукурузы» (Children of the Corn) 1984, режиссёр Фриц Кирш
- «Побег из сна» (Dreamscape) 1984, режиссёр Джозеф Рубен
- «Элемент преступления» (Forbrydelsens element), Дания, 1984, режиссёр Ларс фон Триер
- «Последний звёздный боец» (Last Starfighter, The), США, 1984, режиссёр Ник Кастл
- «Рассвет» (Morgengrauen), Австрия, 1985, режиссёр Петер Земан
- «Кабан-секач» (Razorback) Австралия, (1984, режиссёр Рассел Малкахи
- «Легенда о восьми самураях» (Satomi hakken-den), Япония, 1983, режиссёр Киндзи Фукасаку